# 1948
Cette page concerne l'année 1948 (MCMXLVIII) en chiffres romains) du calendrier grégorien.
L'année 1948 est une année bissextile qui commence un jeudi.

## En bref
- 20 - 27 février : coup de Prague.
- 14 et 15 mai : Indépendance de l'État d'Israël et début de la guerre israélo-arabe de 1948-1949.
- 24 juin : début du blocus de Berlin.
- 28 juin : rupture Tito-Staline.
- 10 décembre : Déclaration universelle des droits de l'homme

## Relations internationales
- 1er janvier : entrée en vigueur du GATT.
- 9 décembre : convention pour la prévention et la répression du crime de génocide (adoptée par l’assemblée générale des Nations unies)[1].
- 10 décembre : l’Assemblée générale des Nations unies, réunie à Paris, adopte la Déclaration universelle des droits de l’homme[2].

## Événements

### Afrique
- 26 - 27 janvier : un cyclone tropical dévaste La Réunion[3].

- 28-29 février : émeutes à Accra et dans d’autres villes de la Côte-de-l’Or[4]. Kwame Nkrumah et d’autres leaders nationalistes sont emprisonnés brièvement du 12 mars au 12 avril[5]. Le gouvernement britannique est contraint de mettre en place des réformes constitutionnelles (1950).

- 19 mars : fin de la grève de la ligne de chemin de fer Dakar-Niger[6].

- 4 - 11 avril : élections truquées en Algérie[7].
- 10 avril : création de l’UPC (Union des populations camerounaises)[8]. Elle milite pour l’acquisition de l’indépendance immédiate et la réunification des deux Cameroun et entretient des relations privilégiées avec le PCF.
- 14-15 avril : grève générale à Bulawayo en Rhodésie du Sud[9].

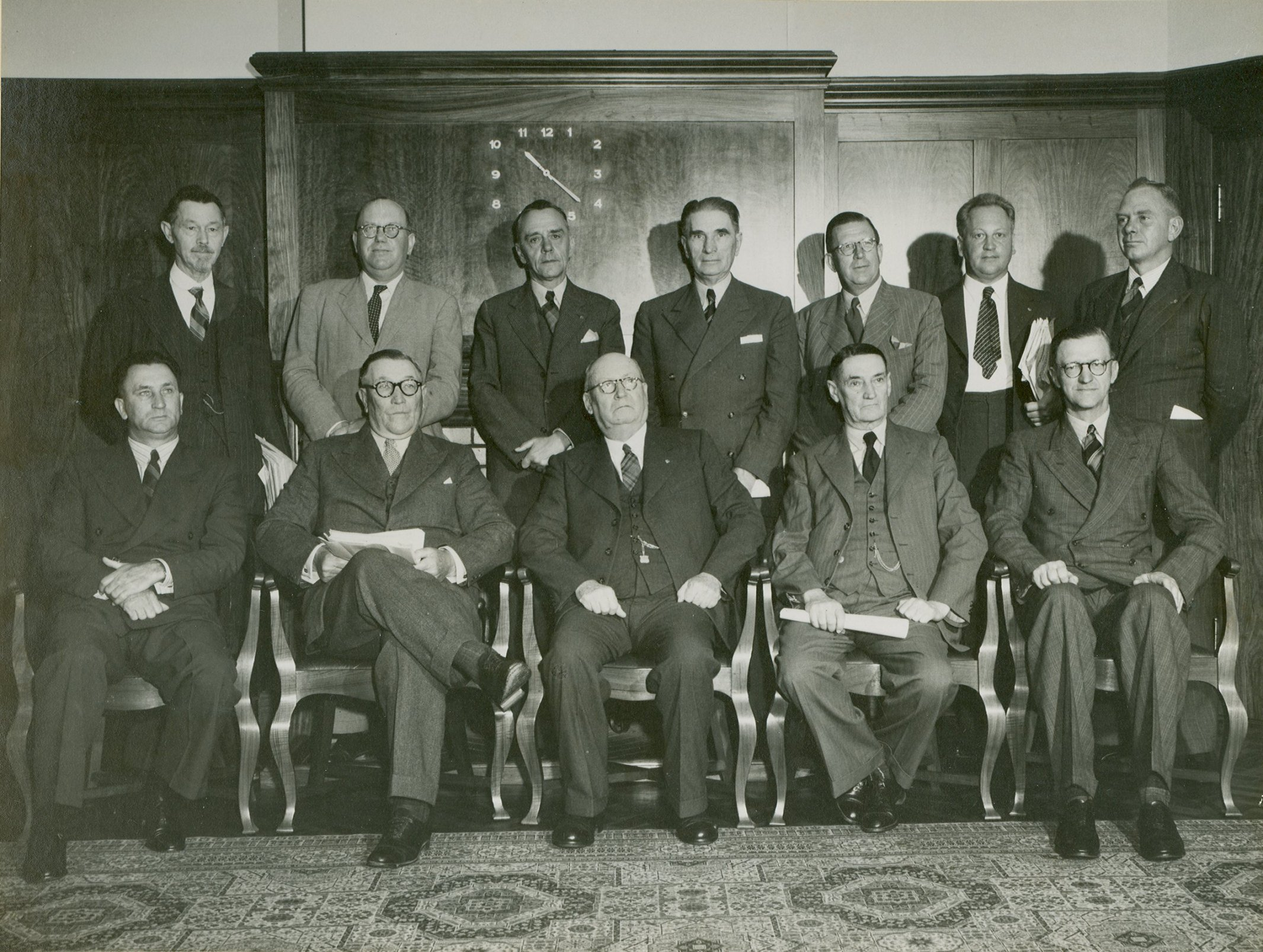
Gouvernement Malan.

- 26 mai : victoire du parti national aux élections générales sud-africaines. L’arrivée au pouvoir du parti nationaliste en Afrique du Sud multiplie les mesures d’apartheid (développement séparé des races)[10]. Daniel François Malan est nommé Premier ministre le 4 juin (fin en 1954)[11]. Le docteur Hendrik Verwoerd (1901-1966) sera le maître d’œuvre de la politique qui doit transformer l’Afrique du Sud en un État blanc.

- 12 juin : émeutes anti-juives à Tripoli[12].
- 19 juin : le Soudan anglo-égyptien obtient des institutions représentatives devant conduire à l’autonomie[13].

- 13 juillet : accord entre le patriarcat copte et l’Église éthiopienne[14]. Le chef de l’Église, l’Abouna, traditionnellement un Égyptien nommé par le patriarche, sera désormais un Éthiopien, toujours approuvé par le Patriarcat, qui reçoit le pouvoir de consacrer des évêques.
- 22 juillet : procès à Antananarivo des dirigeants du MDRM. Six peines de mort sont prononcées (4 octobre), dont celles des députés Raherivelo Ramamonjy et Justin Bezara. Le député Rabemananjara est condamné aux travaux forcés à perpétuité[15]. Les condamnés à mort sont graciés le 15 juillet 1949.

- 20 août : grève des dockers du port de Zanzibar pour obtenir une hausse de salaire[16].

- 27 septembre : Léopold Sédar Senghor démissionne de la SFIO[17].

- 17 novembre : fondation de l’Université d’Ibadan au Nigeria[18].

- 24 décembre : déclaration à l’assemblée nationale française du groupe parlementaire des Indépendants d’outre-mer (IOM) en faveur d’une « émancipation des peuples dépendants à l’égard du joug colonial »[19]. Fondé en septembre sous l’égide de Léopold Sédar Senghor, il regroupe des hommes d’horizons différents comme Sédar Senghor (Sénégal), Jean-Hilaire Aubame (Gabon) et Nazi Boni (Haute-Volta), des Algériens, des habitants de la Côte Française des Somalis, des originaires des autres territoires d’outre-mer (Nouvelle-Calédonie, Inde) ainsi que des élus des régions françaises. Ils utilisent la manœuvre parlementaire pour obtenir des avancées économiques, sociales puis politiques dans les colonies françaises.

- Lancement à Luanda du mouvement culturel Vamos Descobrir Angola ! par le Movimento dos Novos Intelectuais d’Angola[20].
- Fondation de la Communauté thérapeutique de Bregbo, à l’initiative du prophète et guérisseur harriste Albert Atcho. Elle se développe dans les années 1960 en basse Côte d’Ivoire et au Ghana[21].

### Amérique
- 7 janvier : les mandats des élus du Partido Comunista Brasileiro, mis hors-la-loi par Eurico Gaspar Dutra le 7 mai 1947, sont abrogés par le Congrès fédéral[22].

- 8 février : les élections au Costa Rica opposent Calderón, soutenu par les communistes et l’Église, et l’opposition qui rassemble l’oligarchie des planteurs de café (cafetaleros) et la social-démocratie autour de trois pôles (anticommunisme, anticalderonisme et défense de la clarté du suffrage). Le candidat de l’opposition, le journaliste Ulate, est déclaré vainqueur. Il est accusé de fraude et le Congrès annule les élections[23].

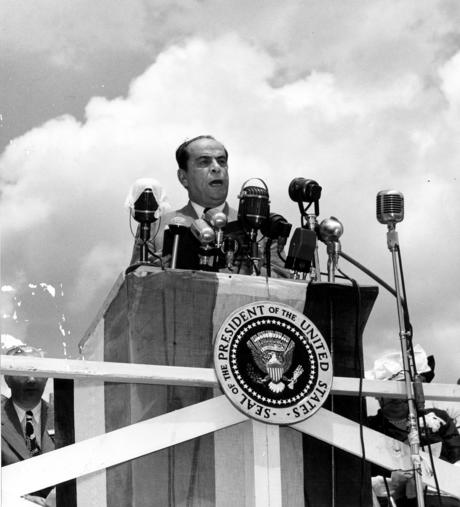
15 février : Rómulo Gallegos, président. Ici aux États-Unis le 4 juillet

- 15 février : début du mandat de Rómulo Gallegos, élu président de la république du Venezuela en décembre 1947 ; il est renversé le 24 novembre[24].
- 25 février : création de la Commission économique pour l'Amérique latine et les Caraïbes (CEPAL) dont Raúl Prebisch devient le secrétaire général[25]. Elle préconise l’industrialisation substitutive d’importations.

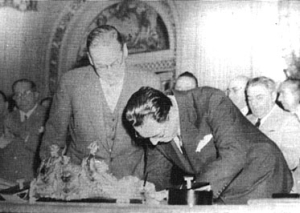
: Juan Perón signe la nationalisation des chemins de fer en Argentine.

- 12 mars-24 avril : guerre civile au Costa Rica. Les partisans d’Ulate prennent les armes sous la direction de José Figueres Ferrer contre les communistes et l’armée[27].
- 17 mars : création à San Bernardino en Californie du groupe de motards les « Hells Angels »[28].
- 24 mars : signature de la charte de La Havane sur le commerce et l'emploi. Elle prévoit la fondation d’une Organisation internationale du commerce, qui ne voit pas le jour en l’absence de ratification par le Congrès américain[29].
- 30 mars - 2 mai : IXe conférence interaméricaine tenue à Bogota[30].

- 9 avril : le libéral Gaitán, qui entraîne ses troupes d’une opposition à l’État conservateur à une opposition à l’État tout court, est assassiné à Bogotá, ce qui provoque des émeutes meurtrières pendant trois jours (Bogotazo). Les affrontements entre libéraux et conservateurs en Colombie ouvrent une période appelée La Violencia, qui fait plus de 150 000 morts (1 % de la population) entre 1948 et 1953[31].
- 19 avril, Costa Rica : vainqueur les 11-12 avril à Ochomogo, Figueres signe le pacte de l’ambassade du Mexique (ou pacte d’Ochomogo) qui met fin aux affrontements avec le dirigeant communiste Manuel Mora Valverde (es). Les communistes acceptent de déposer les armes si les garanties sociales sont préservées. Figueres répond qu’il entend étendre ces garanties[27].
- 30 avril : charte créant à Bogota l’Organisation des États américains (OEA) chargée du maintien de la paix et de la résolution pacifique des différends entre les pays du continent[32]. Signature d’un Traité américain de règlement pacifique (pacte de Bogotá), d’une convention économique, de deux conventions sur les droits politiques et civiques de la femme et de 46 résolutions, dont celle de « Préservation et défense de la démocratie en Amérique » qui indique clairement que le communisme est incompatible avec la démocratie.

- 1er mai : signature au Costa Rica entre les vainqueurs du pacte Ulate-Figueres en vue d’un retour à la normale[27]. Une junte dirigée par Figueres gouverne pendant 18 mois, planifie l’accession de Ulate au pouvoir et organise des élections pour une Assemblée constituante. Le parti communiste (Vanguardia Popular) et le parti de Calderón (Partido republicano nacional) se voient interdire leur participation aux élections de décembre[33].

- 21 juin, Costa Rica : José Figueres Ferrer annonce la nationalisation de tout le système bancaire[34].

- 1er septembre : début du mandat de Galo Plaza Lasso, président de l’Équateur[35]. Démocratie jusqu’en 1960.
- 3 septembre : encouragé par les États-Unis, le parlement chilien promulgue une loi pour la défense permanente de la démocratie qui lui permet de rendre le parti communiste illégal[36].

Le président Manuel A. Odría (1948-1956) et quelques-uns de ses ministres.

- 27-29 octobre : soulèvement de la garnison d’Arequipa[37]. Coup d’État militaire au Pérou, réaction des riches planteurs de canne à sucre contre la politique de réorientation du modèle de développement mis en place par Prado (1939-1945) et Bustamante (1945-1948). Ce dernier est exilé de force à Buenos Aires et le général Manuel A. Odría, prend la tête de la junte militaire et exerce la dictature. Il s’empresse de remettre l’économie du pays sur les rails de la mono-exportation et met un terme à l’ouverture démocratique. L’Alliance populaire révolutionnaire américaine est mise hors la loi, son dirigeant Haya de la Torre se réfugie à l’ambassade de Colombie pour cinq ans. Le 2 juillet 1950 est élu légalement président du Pérou[38].

- 2 novembre : réélection de Harry S. Truman comme président des États-Unis[39].
- 24 novembre : Rómulo Gallegos est destitué par les militaires au Venezuela. Dictature de Marcos Pérez Jiménez[24].

- 14 décembre : coup d’État au Salvador. Dictature de Manuel de Jesús Córdova[40].

### Asie
- 4 janvier : indépendance officielle de la Birmanie, qui refuse de faire partie du Commonwealth. U Nu (bouddhiste et neutraliste), devient le Premier ministre de l’Union birmane[41]. Début de l’exode des habitants d’origine indienne. Les groupes ethniques des Shans et des Karens sont inclus dans la république « fédérale ».
- 5 janvier et 12 septembre, guerre civile chinoise : offensives communistes visant à couper le nord de la Chine de la Mandchourie. Les communistes prennent le dessus après avoir vaincu les meilleures troupes nationalistes en Mandchourie[42]. Ils prennent la capitale de la Mandchourie le 20 octobre.

- 17 janvier : armistice signé à bord du navire américain Renville en rade de Surabaya. Le territoire de la République indonésienne est limité aux hautes terres de Sumatra et à la partie centrale de Java. Un blocus hollandais des territoires républicains provoque d’énormes problèmes économiques et ne fait qu’accroître le mécontentement populaire à l’égard de la politique de la République, qui négocie avec les Hollandais au lieu de les attaquer militairement. Les Hollandais multiplient les États autonomes dans les « possessions extérieures »[43].

- 30 janvier : Gandhi est assassiné par un brahmane extrémiste à Delhi[44]. Un million de personnes assistent le lendemain à sa crémation.

- 1er février : l’Union malaise prend le nom de fédération de Malaisie[45].
- 4 février : indépendance de l’île de Ceylan (Sri Lanka) au sein du Commonwealth[46].
- 16 février : proclamation de la république populaire de Corée du Nord[47].

- 20 mars, Inde : convention de Nasik. Le Congress Socialist Party quitte le parti du Congrès et devient le Parti socialiste, dirigé par Jayaprakash Narayan[48]. Après la mort de Gandhi et la constitution adoptée à Bombay en avril[49], le Congrès se transforme en un véritable parti politique en interdisant à ses membres d’appartenir en même temps à une autre formation politique[50]. Il affirme une identité centriste, bien que cohabite en son sein une aile gauche qui s’inspire de Nehru et une aile droite dirigée par le sardar (commandant) Vallabhai Patel (1875-1950), qui occupe dans le gouvernement Nehru les portefeuilles de ministre de l’Intérieur et de vice Premier ministre. Le Congrès domine les autres partis. Seul le parti Communiste a une certaine influence.
- 28 mars, Birmanie : début de l’insurrection déclenchée par les communistes du Drapeau Blanc birman, avec 25 000 partisans, armés d’un équipement disparate. Le Drapeau Blanc établit son QG à Pyinmana (actuelle Naypyidaw) et un Front militaire à Pégou où il commence des embuscades ; en décembre, l’armée birmane chasse la guérilla communiste de Pyinmana. 3 000 partisans se rendent, ce qui porte un coup décisif à la guérilla[51],[52].

- 3 avril : soulèvement de Jeju sur l’île de Jeju au sud de la Corée, insurrection communiste durement réprimé[53].
- 6 avril : le gouvernement indien présente sa première Résolution sur la Politique industrielle (Industrial Policy Resolution)[54]. Pour reconstruire l’économie de l’Inde sinistrée après la Seconde Guerre mondiale, Nehru favorise la mise en place d’une économie mixte basée sur le développement de l’industrie lourde et des infrastructures. La planification[55] et la protection du marché intérieur sont deux autres de ses priorités. Une réglementation assure le contrôle majoritaire des entreprises privées aux capitaux indiens.

- 10 mai : élection d’une assemblée constitutionnelle en Corée du Sud ; elle s’ouvre le 31 mai[56] et adopte une Constitution le 12 juillet[57].
- 20 mai : Tchang Kaï-chek, déjà chef de l’armée et du gouvernement, redevient président de la république de Chine[58].

- 5 juin : signature entre les autorités françaises (Émile Bollaert) et l’ancien empereur Bảo Đại d’un accord reconnaissant l’unité (sauf la Cochinchine) et l’indépendance du Viêt Nam dans le cadre de l’Union française (accords de la baie d'Along)[59].
- 8 juin : un bombardement d’entrainement de l’aviation américaine cause la mort de 14 pêcheurs sud-coréens sur l’ile de Dokdo[60].
- 28 juin : loi sur l’eugénisme au Japon permettant en fait à de nombreuses femmes d’avoir recours à l’avortement[61].

- 6 juillet : création du Zengakuren, syndicat national des associations d’étudiants au Japon[62].
- 12 juillet : état d’urgence en Malaisie[63]. L’insurrection communiste malaise se généralise. La guérilla se répand dans les campagnes (1948-1960). le Parti communiste malais (MCP), qui avait joué un rôle essentiel dans la résistance contre les Japonais pendant la Seconde Guerre mondiale commence la lutte armée. Le MCP veut l’indépendance immédiate. Opérant à partir de la jungle, 4 000 maquisards, en majorité chinois, harcèlent les Britanniques. L’état d’urgence est proclamé en juillet. Il faudra onze ans aux miliciens, formés par le général Templer, et aux contingents britanniques, australiens, néo-zélandais, pour réduire la guérilla malaise.
- 15 juillet : inauguration de l’Union des États de Patiala et du Pendjab oriental par le ministre de l’intérieur indien, le sardar Vallabhbhai Patel[64]. Il travaille à l’intégration dans l’Union indienne des 554 États princiers. Les 216 principautés les plus petites sont rapidement intégrées aux provinces voisines. Lorsque des régions entières sont constituées d’États princiers, l’autorité est confiée à un prince élu par ses pairs, le rajpramukh qui est l’équivalent d’un gouverneur de province. D’autres États sont, pour des raisons diverses, administrés directement par le pouvoir central. Les trois plus grands, le Hyderābād, le Mysore et le Cachemire subsistent comme entités distinctes.
- 16 juillet : Quatre hommes armés détournent l'avion civil Miss Macao de Cathay Pacific et tirent sur le pilote ; l'avion s'écrase, tuant 26 des 27 personnes à bord.
- 17 juillet : promulgation de la Constitution de la Corée du Sud[57].
- 20 juillet : élection présidentielle en Corée du Sud ; Syngman Rhee est élu[56].
- 25 juillet : échec d’une attaque du Việt Minh contre le poste français de Phu Tong Hoa défendu par la Légion étrangère[65].
- 30 juillet : le gouvernement japonais interdit les grèves des fonctionnaires conformément aux directives du commandant suprême des forces alliées au Japon, MacArthur (lettre du 22 juillet)[66].

- 15 août : proclamation de la république de Corée[47]. Fin de l’occupation américaine de la Corée du Sud.
- 25 août : élections en Corée du Nord ; le 3 septembre, l'assemblée populaire suprême réunie à Pyongyang promulgue la Constitution et nomme Kim Il-sung premier ministre[67].

- 9 septembre : création de la république populaire démocratique de Corée (la Corée du Nord) marquant la scission avec la Corée du Sud entraînant des tensions aboutissant à la guerre de Corée. Le 18 septembre, les Soviétiques annoncent l’évacuation par l’Armée rouge du nord de la Corée avant le 31 décembre[68]. Séoul est désignée comme capitale et le parti ne reconnaît le Sud que comme une province perdue. Des changements politiques et économiques important sont réalisés par le parti communiste. Déjà avant la fondation de la RPDC, les éléments modérés avaient été éliminés. Les Églises, les partis d’opposition sont interdits ou absorbés, le programme du parti est défini : réunification, collectivisation des terres et nationalisation des industries.
- 11 septembre : mort à Karachi de l’homme politique pakistanais Ali Jinnah. Le Premier ministre, Liaquat Ali Khan, devient le nouvel homme fort du Pakistan[69].

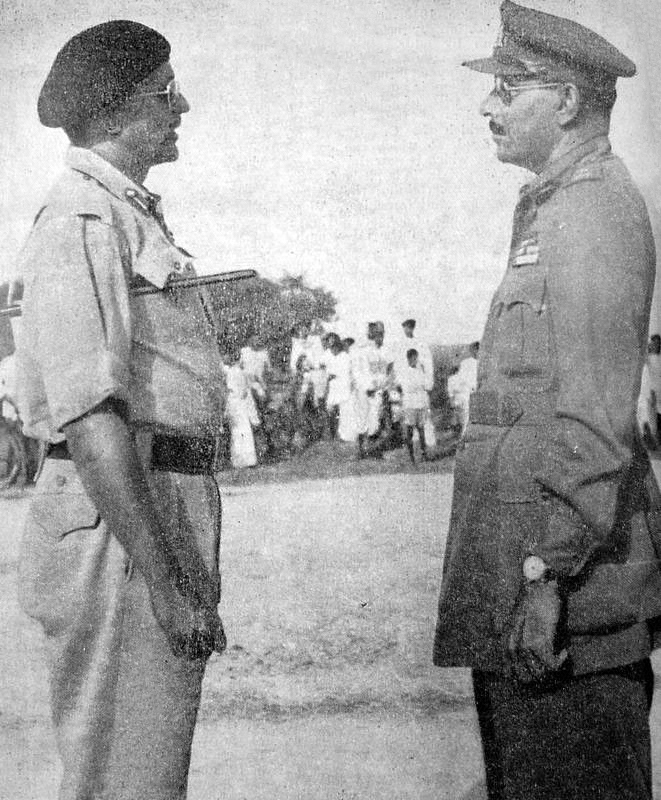
17 septembre : reddition des forces armées de l’État de Hyderabad.

- 12 - 17 septembre : opération Polo. L’État de Hyderabad et le Berar sont intégrés à l’Inde après une courte guerre[70].
- 15 septembre, Inde : lancement du « développement rural communautaire » dans l’Uttar Pradesh, avant d’être intégré dans le premier plan[71]. Dans chaque village, un agriculteur rémunéré par l’administration doit se mettre au service du village et inciter les autres villageois à mettre bénévolement en œuvre des projets locaux de développement. Les résultats sont faibles.
- 18 septembre :
  - soulèvement communiste manqué contre les dirigeants de la république d’Indonésie à Surakarta et à Madiun. La révolte est réprimée[72].
  - décret ratifiant le plan d’industrialisation de l’Indochine française[73].
- 24 septembre, Japon : Soichiro Honda crée la compagnie Honda Motors[74].
- 25 septembre : loi retirant son privilège d’émission à la Banque de l'Indochine, transféré à « un Institut d’émission de l’Indochine » qui reste à créer. La banque continue à assurer le service de l’émission jusqu’à une date qui reste à fixer. Début du trafic des piastres, révélé en 1952[75] ; la piastre vaut officiellement 17 francs, mais on l’achète pour 7 à 8 francs. C’est 10 francs de bénéfice pour ceux qui peuvent la changer au cours officiel, règlementé.

- 4-12 novembre : sept condamnations à mort sont prononcées par le tribunal militaire international de Tokyo contre les responsables politiques et militaires japonais, parmi lesquels les anciens Premiers ministres Kōki Hirota et Hideki Tōjō (exécutés le 23 décembre)[76]. L’empereur Hirohito est acquitté.
- 6 novembre-6 janvier 1949, guerre civile chinoise : campagne de Huaihai, bataille décisive autour de Xuzhou, au désavantage des nationalistes[77]. Les forces nationalistes sont concentrées pour la défense de Pékin le 22 novembre. Depuis 12 jours l’état de siège est instauré à Shanghai. Le 18 décembre, les troupes communistes encerclent Pékin.

- 19 décembre : Operatie Kraai, deuxième opération de police en Indonésie. Ignorant les lignes de cessez-le-feu de l’ONU, les Hollandais attaquent à nouveau la République, capturant sa capitale Yogyakarta, arrêtant et exilant la plupart de ses hauts dirigeants, y compris Soekarno et Hatta. Malgré le succès de l’attaque hollandaise, la résistance de la guérilla républicaine et la pression de la communauté internationale (Ceylan, Inde, Pakistan) forcent les Hollandais à transiger[78].
- 22 décembre : proclamation à Sumatra du « gouvernement d'urgence de la république d'Indonésie » (Pemerintahan Darurat Republik Indonesia)[79].

### Proche-Orient
- Janvier - février, Palestine mandataire : l’essentiel des forces arabes sont concentrées dans la région de Jérusalem sous le commandement d’un neveu du mufti, Abd al-Kader al-Husseini. Le 8 janvier, une force auxiliaire de 1 500 volontaires, dépendant de la LEA et dirigée par Fawzi al-Qawuqji, prend position dans le nord de la Palestine[80]. Il n’y a aucune coordination avec les forces du mufti. Au total, les forces arabes représentent 8 000 combattants. La stratégie arabe consiste à rompre les communications entre les implantations juives. Les forces sionistes sont deux à trois fois plus nombreuses, mieux équipées et plus organisées (Irgoun, groupe Stern, légion juive, Haganah). Leur stratégie est défensive en attendant le retrait britannique prévu pour le 15 mai. Dès avril, les sionistes prennent l’avantage dans les principales villes. Les populations arabes fuient les zones de combat, et l’intervention des pays arabes parait inévitable[81].
- 15 janvier : une délégation irakienne conduite par Sayyid Salih Jabr (en) se rend à Londres et signe le traité de Portsmouth par lequel les Britanniques s’engagent à évacuer leurs bases militaires en échange de la poursuite de la coopération militaire avec l’Irak en cas de guerre. Le traité est accueilli avec hostilité en Irak et entraîne de violentes manifestations. Le régent renonce au traité et renvoie le gouvernement Jabr[80].

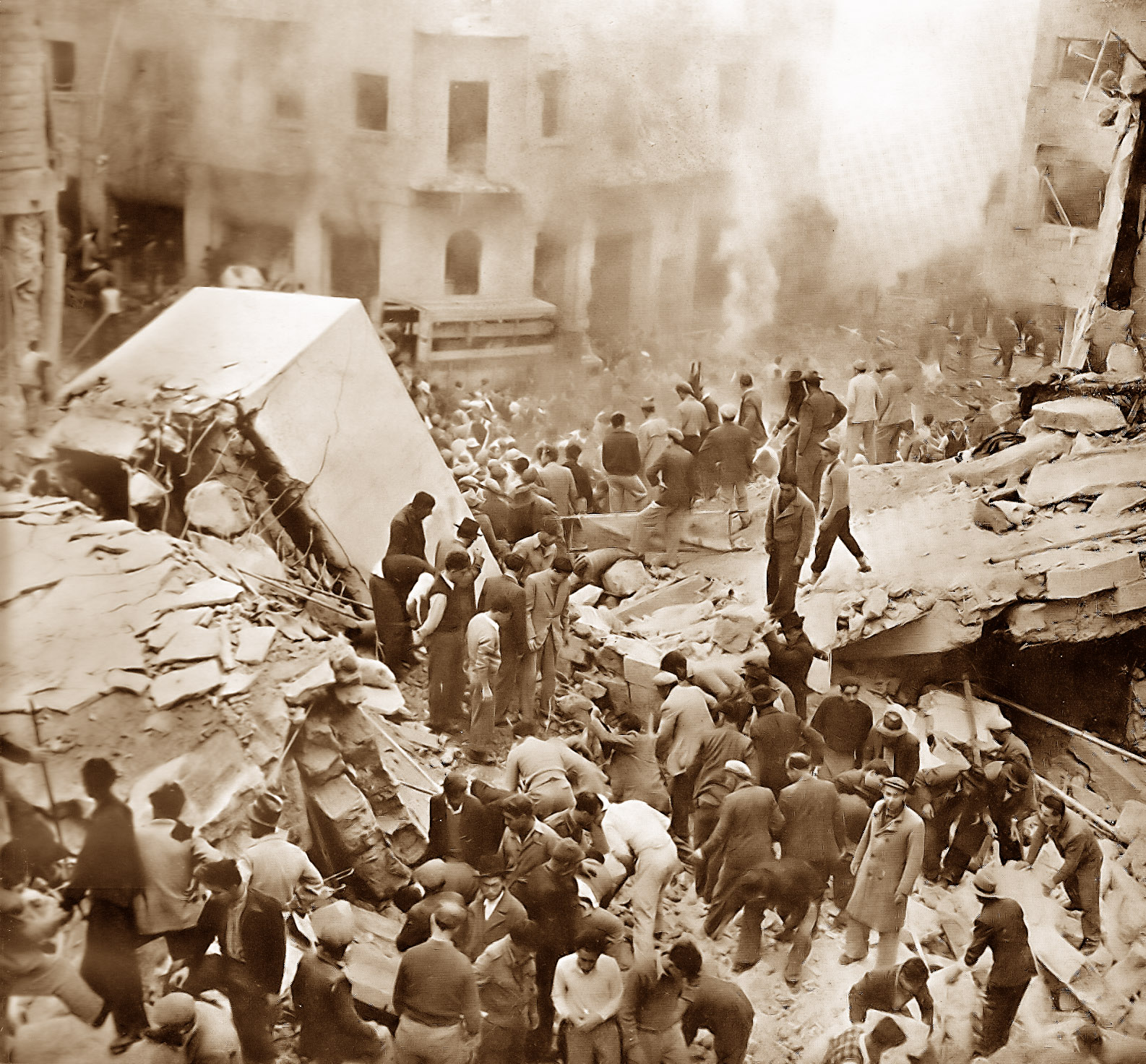
22 février : attentat commis rue Ben Yehuda dans le quartier juif de Jérusalem

- 15 mars : nouveau traité d’alliance politique et militaire entre la Jordanie et le Royaume-Uni[80].
- 30 mars : le Conseil juif de Palestine forme un cabinet provisoire de 13 ministres sous la présidence de David Ben Gourion (jusqu’en 1953) et un Parlement temporaire de 37 membres, formant ainsi l’embryon de l’État d’Israël[83] tandis que la violence se développe entre militants sionistes et arabes. Pour assurer la sécurité des zones d’implantations juives, les sionistes conçoivent le plan Daleth qui préconise l’élimination des forces présentes dans la partie juive et dans les zones qui pourraient être annexées. « C’est dans le cadre du Plan Daleth qu'eurent lieu entre le 1er avril et le 15 mai 1948, treize opérations générales, dont les huit principales se déroulèrent hors des frontières juives du partage, dans le territoire en principe alloué aux Palestiniens » (Elias Sanbar)[84].
- 2 - 20 avril : l’opération Nahshon permet à la Haganah et au Palmah de lever le blocus de Jérusalem et de ravitailler la population juive de la ville[85].
- 9 avril : massacre de 110 civils par les terroristes juifs de l’Irgoun et du groupe Stern à Deir Yassin, qui entraîne une panique chez les Palestiniens[80].
- 13 avril : l’attaque d’un convoi médical qui vient assurer la relève à l’hôpital Hadassa du Mont Scopus par des troupes arabes fait 79 morts, en représailles au massacre de Deir Yassin[86].
- 18 avril : conquête de Tibériade par les Israéliens[87].
- 22 avril : Haïfa est prise après un bombardement massif de la ville par la Haganah qui a entraîné l’exode de la population organisé par les britanniques. Début mai, il ne reste que 4 000 arabes contre 70 000[81].
- 22 avril - 3 mai : opération Yevusi menée par le Palmah pour le contrôle de Jérusalem[88]. Nettoyage de la route Tel-Aviv-Jérusalem par la destruction des villages arabes[81].
- 28 avril : début de l’opération Yiftah menée par le Palmah pour le contrôle du nord-est de la Galilée[89]. Safed est prise le 10 mai[87]. L’attaque de la Galilée permet de renforcer les positions face à l’intervention future des pays arabes. Les civils arabes fuient vers la Syrie et le Liban[81].

- 13 mai : 
  - prise de Jaffa après un assaut violent de l’Irgoun arrêté par les Britanniques[80]. Massacre d’Arabes. Lors de la reddition, il ne reste que 5 000 Arabes sur 80 000[81].
  - massacre de 250 civils juifs au kibboutz de Kfar Etzion par les Palestiniens[90].

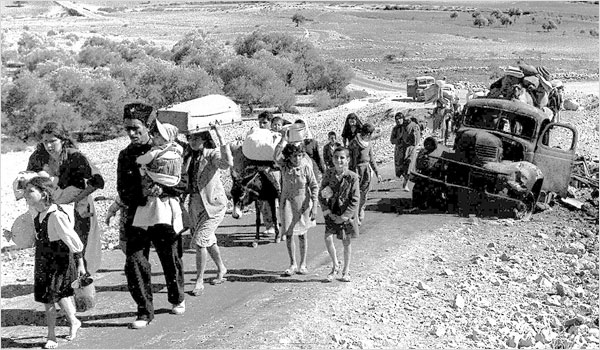
Réfugiés palestiniens. On estime entre 600000 et 760000 le nombre de réfugiés palestiniens pour la période 1948-1949. À la mi-mai, 2 à 300000 Palestiniens fuient les combats, principalement dans les zones littorales. Au cours de la Guerre des Dix jours (juillet), 100000 autres seront clairement expulsés par l’armée israélienne (région de Jérusalem et Galilée occidentale, annexées par Israël). À la suite de l’offensive d’octobre contre l’Égypte, 130000 civils arabes sont expulsés, principalement vers la bande de Gaza. La conquête de la Galilée entraîne l’exode vers le Liban de quelques dizaines de milliers de personnes. Israël refuse le retour des réfugiés sur son territoire. Le 11 décembre, l’ONU adopte la résolution 194 (III) qui dit que tout réfugié a le droit de retourner chez lui et qu’une indemnité compensatoire doit être verser par Israël à ceux qui refusent de rentrer. La Commission de conciliation chargée d’appliquer la résolution se heurte au refus d’Israël. La Commission propose l’annexion par Israël de la bande de Gaza pour y reloger les réfugiés. Israël et l’Égypte refusent. À Lausanne, Israël accepte le retour de 100000 réfugiés, la Syrie en accepte 300000 et l’Irak 350000.

- 14 mai : proclamation de l’État d’Israël par David Ben Gourion le jour où expire le mandat britannique[91].
- 15 mai : début de la première guerre israélo-arabe (fin le 20 juin 1949). Israël est envahi par les armées égyptiennes, irakiennes, libanaises, syriennes et transjordaniennes de la Ligue arabe (23 000 hommes contre 35 000 israéliens, puis 40 000 contre 73 000 israéliens en juillet)[87].
  - Le roi Abdallah Ier de Jordanie s’apprête à envoyer la légion arabe en Cisjordanie. Ses visées expansionnistes sont critiquées par les autres pays arabes[81].
  - Devant la pression populaire et l’arrivée des premiers réfugiés palestiniens, Farouk Ier d’Égypte donne l’ordre d’entrer en guerre contre Israël sans en référer au gouvernement et malgré l’hostilité des militaires. L’armée est mal préparée et en dépit de quelques succès dans le Sinaï (Nasser), elle est battue. Attaquée sur son territoire, elle n’est sauvée que par la menace d’intervention britannique en cas de non-évacuation du Sinaï[81].
- 16 mai : l’armée syrienne enfonce les lignes israéliennes en Galilée et n’est contenue que le 20 mai. Au Sud, l’armée égyptienne occupe rapidement la région de Gaza, le Néguev et atteint la Cisjordanie. La progression vers Tel-Aviv est freinée par une forte résistance juive. L’armée irakienne prend position au nord de Jérusalem et menace le littoral[81].
- 17 mai : le nouvel État d’Israël est reconnu de jure par l’Union soviétique et de facto par les États-Unis[80]. Sous la pression américaine, un embargo sur les ventes d’armes est mis en œuvre, mais l’URSS et la Tchécoslovaquie livrent des armes à Israël[81].
- 19 mai : la légion arabe intervient à Jérusalem pour protéger les populations arabes. Après de violents combats, les Israéliens se replient[81].
- 20 mai : alors que le territoire israélien est coupé en deux par les armées arabes, le comte Folke Bernadotte est envoyé en Israël comme médiateur[92].
- 22-23 mai : massacre de Palestiniens par les hommes de la brigade Alexandroni à al-Tantoura[93]. les Israéliens s’assurent du contrôle opérationnel de la côte palestinienne[94].
- 24-25 mai : opération Ben Nun. Échec de la première attaque israélienne contre Latroun pour désenclaver Jérusalem[95]. Aucun des cinq assauts lancés par les Israéliens ne leur permet de prendre la position qui reste sous contrôle jordanien.
- 26 mai : création de Tsva Haganah leIsrael  (Tsahal) : « l’armée de défense d’Israël »[96] (naissance officielle le 31 mai[97]).
- 29 mai : les troupes irakiennes traversent le Jourdain et occupent Tulkarem, Naplouse et Netanya ; les Égyptiens prennent Ashdod ; les Jordaniens contrôlent le centre de Jérusalem[87].

- 5-6 juin : victoire libanaise lors de la troisième bataille d’al-Malikiyya le long de la frontière entre Israël et le Liban[98].
- 6 juin : premier convois vers Jérusalem par la route de Birmanie[99].
- 6-7 juin : les forces égyptiennes occupent Nitzanim[99].
- 9 juin : les Arabes et les Israéliens acceptent un cessez-le-feu, effectif le 11 juin. Cette trêve renforce les positions israéliennes avec l’arrivée des armes soviétiques (60 000 hommes, avec une aviation contre 35 000 arabes). Bernadotte propose un plan de partage de la Palestine (Cisjordanie annexée à la Jordanie, union économique entre Israël et la Jordanie, Jérusalem arabe et Haïfa port franc). Sa proposition est refusée par les deux parties[81].
- 10 juin : les Syriens opèrent une nouvelle progression en Galilée. Ils occupent Mishmar-Hayarden mais échouent à prendre Ein Gev et Ramot Naftali[99].
- 20-22 juin : affaire de l’Altalena, un navire qui livre des armes à l’Irgoun est coulé par la Haganah[80].
- 20 juin-22 septembre : série d’attentats ciblant la communauté juive égyptienne du Caire[100]. Le gouvernement du roi Farouk Ier d’Égypte, sous la pression des Frères musulmans, fait arrêter en 1948-1949 tous les Juifs soupçonnés de sionisme. En 1949, 15 000 à 20 000 détenus sont envoyés à Marseille. Les jeunes sionistes reprennent un bateau en direction de Haïfa, après quelque temps passés dans des camps de réfugiés. En Israël, ils trouvent encore des camps de réfugiés avant de s’intégrer dans le nouvel État[101].

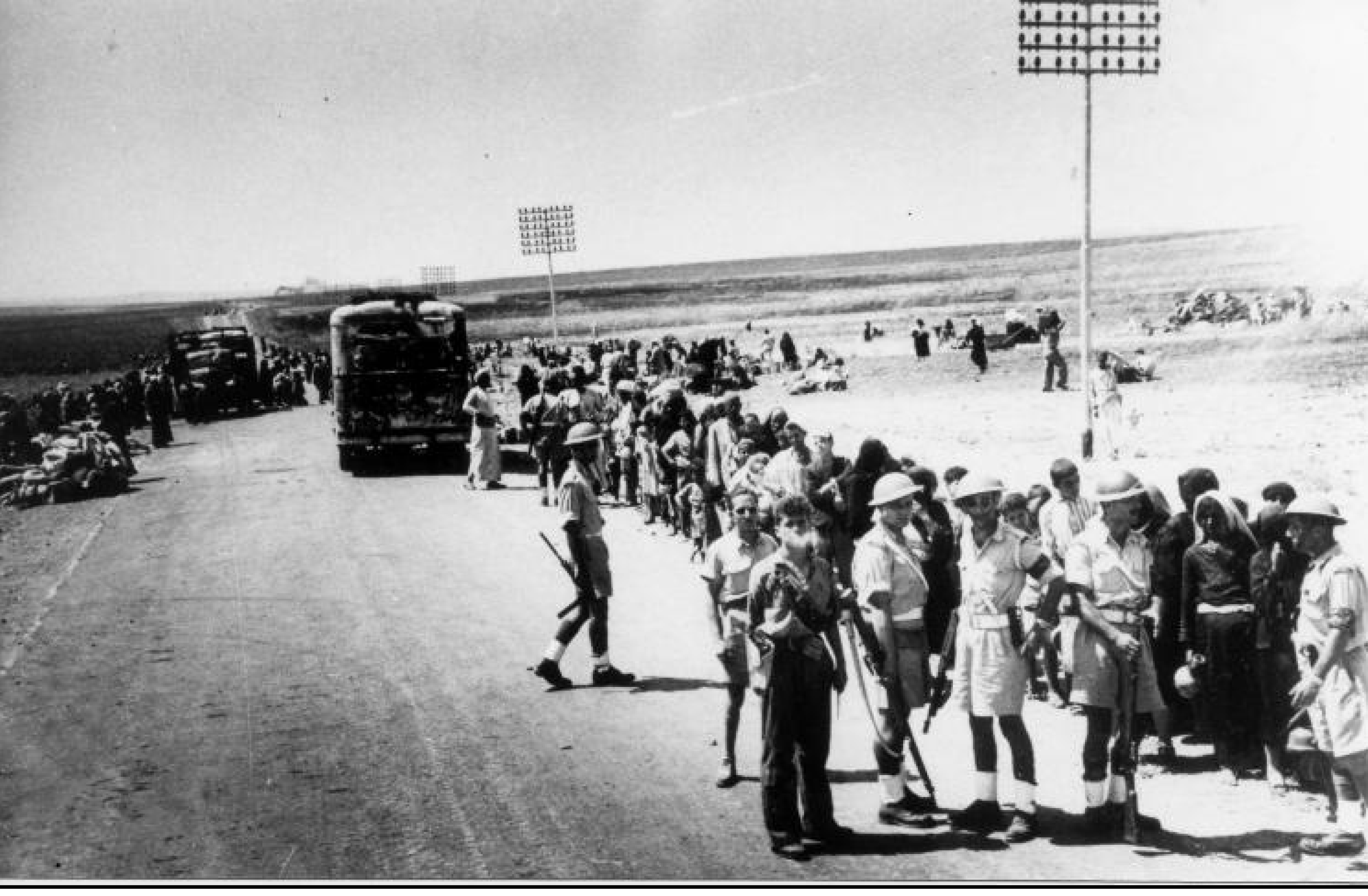
Opération Dani.

- 8 juillet : rupture de la trêve par les armées arabes. La « guerre des dix jours » voit le succès de Tsahal (armée nationale israélienne) dans la région de Jérusalem et en Galilée (opération Dani et fuite des villageois de Lydda et de Ramle dans le centre et opération Dekel en Galilée). Les États arabes acceptent un cessez-le-feu le 18 juillet[102].

- 17 septembre : à Jérusalem, le Comte suédois Folke Bernadotte, médiateur de l’'ONU est assassiné par un groupe de sionistes dissidents de la faction Lehi[80].
- 20 septembre : publication du plan Bernadotte[99] ; internalisation de Jérusalem, retour des réfugiés et échanges de territoires favorisant la formation de blocs plus homogènes), soutenu par les États-Unis et la Grande-Bretagne mais rejeté par les pays Arabes et Israël qui refuse de laisser le Néguev aux Arabes[81].
- 23 septembre : formation à Gaza d’un gouvernement arabe par le mufti[80].

- 15 octobre : rupture du cessez-le-feu. L’armée israélienne lance une offensive contre l’armée égyptienne qui se terminera par l’occupation du Néguev[80].
- 22 octobre : la marine israélienne coule un navire amiral, l’émir Farouk, et endommage un dragueur de mines de la marine égyptienne au large de Gaza[103].
- 29-30 octobre : opération Hiram de troupes israéliennes dans le nord de la Galilée[99].
- 31 octobre : l’armée israélienne occupe le village d’Iqrit, dont les habitants sont évacués le 6 novembre[104].

- 13 novembre : les habitants de Biram sont expulsés par des combattants israéliens[105].

- 1er décembre : Abdallah organise un congrès de notables palestiniens à Jéricho qui vote l’union entre  la Jordanie et la Cisjordanie[106].
- 6 décembre : le chef du gouvernement égyptien Nukrashi Pacha décide de dissoudre les Frères musulmans. Il est assassiné le 28 décembre[107].
- 9 décembre : Abd Allah ibn Hussein est proclamé roi de Jordanie[108].
- 11 décembre : résolution 194 de l’Assemblée générale des Nations unies sur le droit au retour des réfugiés palestiniens, inspirée par le rapport du comte Bernadotte[92].

22 décembre : opération Horev

- 22 décembre-2 janvier 1949 : opération Horev, offensive de grande envergure contre l’armée égyptienne dans le Néguev occidental[99].

### Europe

#### Allemagne
- 20 février : accord franco-anglo-américain stipulant que toute la production sarroise de charbon reviendra à la France au 1er avril 1949[109].
- 23 février : début de la deuxième conférence de Londres (fin le 6 mars puis du 20 avril au 2 juin) ; elle recommande un gouvernement fédéral pour l’Allemagne de l’Ouest et son adhésion au plan Marshall, puis lors de sa deuxième cession autorise les Allemands à rétablir leur unité dans le cadre d’une forme de gouvernement libre et démocratique et de recouvrer progressivement leur pleine responsabilité gouvernementale[110].

- 17 - 18 mars : le Congrès du Peuple allemand réunit à Berlin-Est constitue le Conseil du peuple allemand (Volksrat), mené par le Parti socialiste unifié. Il organise un plébiscite pour l’unité allemande met en place un comité constituant sous la direction d’Otto Grotewohl [110].
- 20 mars : en désaccord avec les mesures prises dans les zones d’occupation occidentales, le délégué soviétique quitte le Conseil de contrôle interallié mis en place par la conférence de Potsdam et qui cesse désormais de fonctionner[110].

- 1er avril :
  - « petit blocus » de Berlin (strict contrôle des passagers et des marchandises par les Soviétiques)[110].
  - rattachement économique de la Sarre à la France[111] (suppression des droits de douane et des visas).
- 10 avril : fin du procès des Einsatzgruppen. Otto Ohlendorf est condamné à mort avec 13 autres personnes par le tribunal militaire américain de Nuremberg[112].

- 3 juin : publication des accords de Londres fixant le statut politique futur de l’Allemagne fédérale. Une Assemblée constituante et un gouvernement fédéral doivent être mis en place[113].

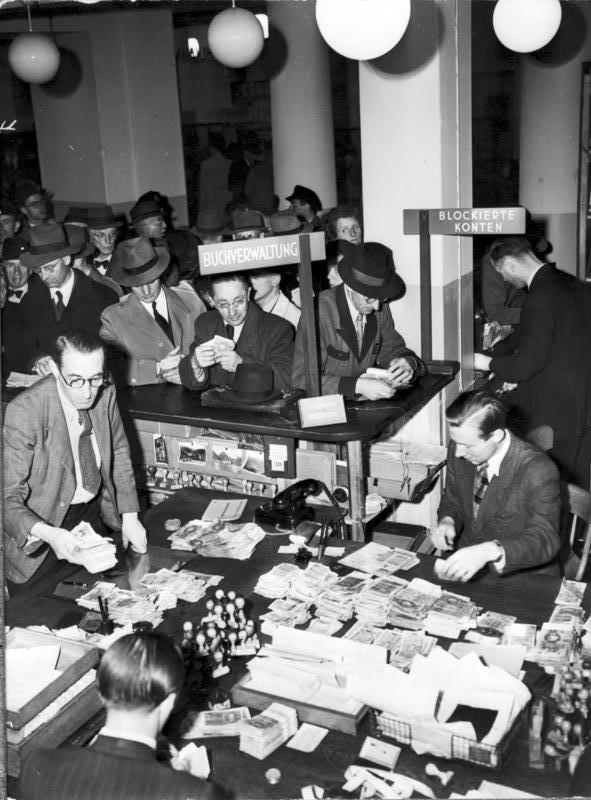
21 juin : réforme monétaire

- 21 juin : réforme monétaire en Allemagne de l’Ouest (remplacement du Reichsmark par le Deutsche Mark).
- 23 juin : début du blocus de Berlin par les Soviétiques à la suite de la réforme monétaire. Les communications ferroviaires entre Berlin et l’Allemagne de l’Ouest sont interrompues (fin le 12 mai 1949)[114]. Réforme monétaire en zone soviétique[110].
- 23 et 24 juin : conférence de Varsovie réunissant les ministres des Affaires étrangères de l’URSS, l’Albanie, la Bulgarie, la Pologne, la Hongrie, la Tchécoslovaquie, la Roumanie, la Yougoslavie. Une déclaration condamne la division allemande, demande le contrôle des quatre puissances occupantes sur l’industrie lourde de la Ruhr et la formation d’un gouvernement démocratique unique pour l’Allemagne et la signature d’un traité de paix conformément à l’accord de Potsdam[110].

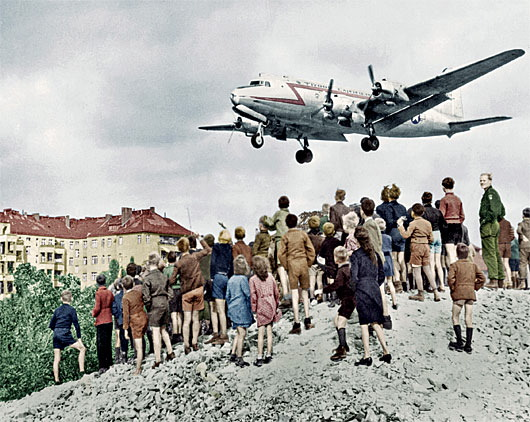
26 juin : pont aérien de Berlin.

- 26 juin : mise en place par les Occidentaux d’un pont aérien avec Berlin-Ouest pour contourner le blocus[114].

- 1er juillet : les documents de Francfort sont remis aux ministres-présidents des länder occidentaux leur prescrivant de convoquer une assemblée constituante pour le 1er septembre[110].

- 8 - 10 juillet : conférence du Rittersturz, réunissant les ministres-présidents ouest-allemands sur les documents de Francfort[115].
- 31 juillet : fin du procès Krupp. Alfried Krupp est condamné par le tribunal militaire américain de Nuremberg à douze ans de prison et à la confiscation de ses biens. Il est amnistié en janvier 1951 par le haut-commissaire américain et sa fortune personnelle lui est restituée[116].

- 10 - 23 août : convention constitutionnelle d’Herrenchiemsee[117].

- 1er septembre : entrée en fonction du Conseil parlementaire chargé de préparer la « Loi fondamentale » de la République fédérale d'Allemagne[110].

- 18 octobre : signature de l’accord de fusion du commerce extérieur des trois zones d’occupation de l’Allemagne (trizone)[109].

- 5 décembre : victoire des sociaux-démocrates aux élections municipales dans les trois secteurs occidentaux de Berlin. Les communistes appelaient au boycottage[118].
- 28 décembre : accord des Six signé à Londres sur le statut de la Ruhr et création de l’autorité internationale de la Ruhr[110].

#### Europe de l’Est
- 13 janvier : traité de collaboration et d’assistance mutuelle entre la république populaire de Roumanie et la république populaire de Hongrie, signé à Budapest[119].
- 4 février : la République populaire roumaine signe au Kremlin un traité d’amitié et d’assistance avec l’Union soviétique[119].
- 18 février : traité de coopération entre l’URSS et la Hongrie[119].

- 25 février : coup de Prague, la Tchécoslovaquie bascule dans le camp communiste avec l’appui de la diplomatie soviétique[119].
  - À la suite du conflit au sein du gouvernement tchécoslovaque à propos de la nomination systématique de communistes au sein de l’administration et de la police, 12 ministres non communistes démissionnent du gouvernement pour provoquer une confrontation, mais la tentative échoue (20 février). Les communistes sont toujours en majorité au gouvernement et le contrôle qu’ils exercent sur la police et les milices ouvrières leur permettent d’organiser des manifestations de rue. Le Premier ministre Klement Gottwald et le ministre de l’Intérieur Václav Nosek mobilisent la police et proclament l’état de siège à Prague (23 février). Retournant la situation, ils exigent la démission des ministres non-communistes pour former un nouveau gouvernement. Le président Edvard Beneš, malade et effrayé des risques de guerre civile, capitule et nomme un nouveau gouvernement dominé par les communistes[120]. Nombre de dirigeants de l’opposition s’exilent, comme le ministre du Commerce extérieur Hubert Ripka.

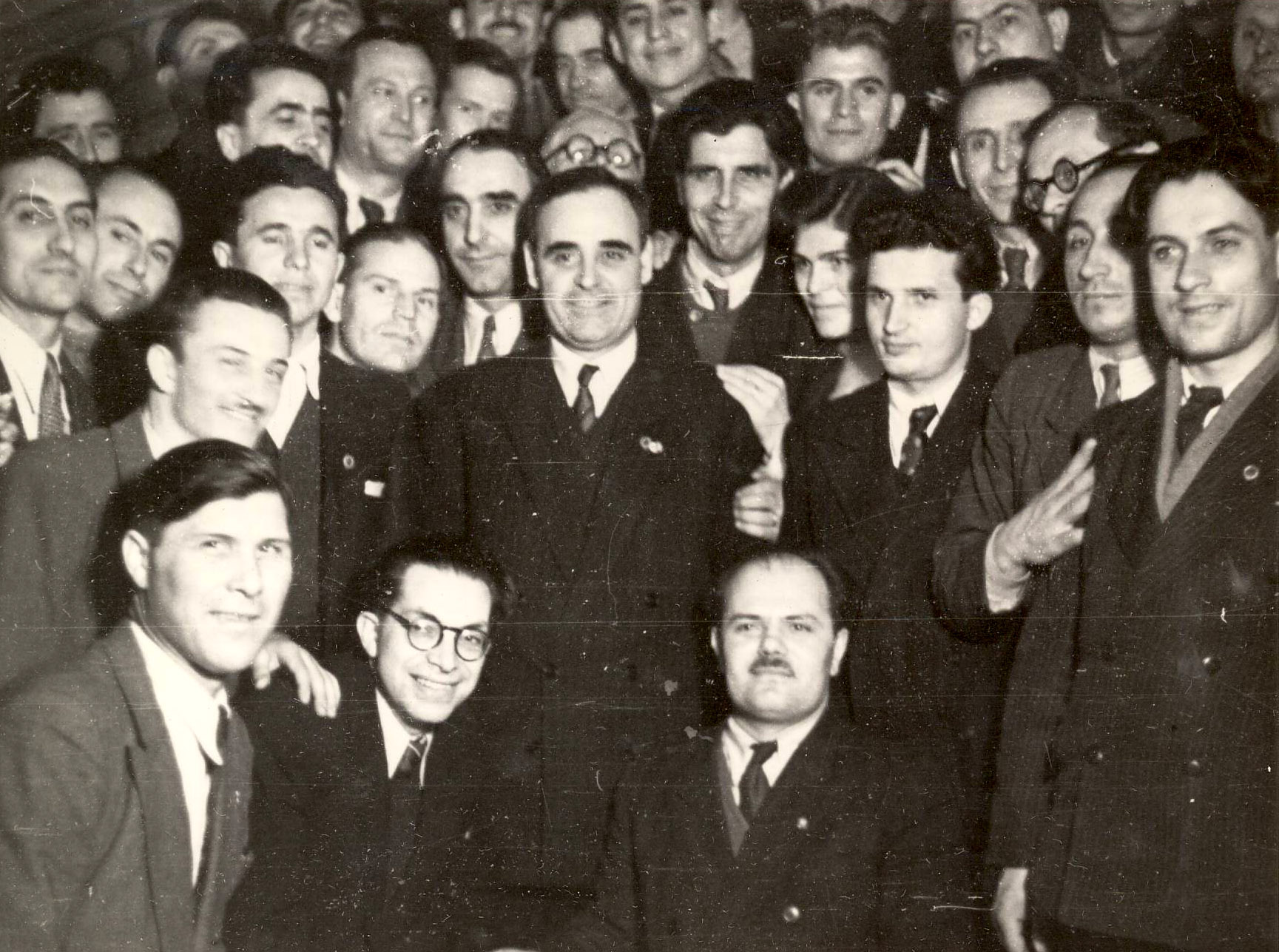
21 - 23 février : congrès de Bucarest.

- 21 - 23 février : congrès d’unification des partis ouvriers à Bucarest, qui donne le jour au Parti ouvrier roumain avec un programme marxiste-léniniste. Gheorghe Gheorghiu-Dej devient premier secrétaire du parti (fin en 1955)[121].
- Février : accord entre le gouvernement bulgare et l’Agence juive[122]. La république populaire de Bulgarie, à la suite de la création de l’État d’Israël, reconnaît le droit des Juifs à l’émigration. Plus de 38 000 personnes émigrent de Bulgarie  de septembre 1948 à septembre 1949[123].

- 10 mars : Jan Masaryk, le ministre des Affaires étrangères tchécoslovaque, le seul qui n'est pas communiste, se suicide (les circonstances de sa mort sont controversées)[114].
- 18 mars : la république populaire de Bulgarie signe un traité d’amitié et d’assistance avec l’URSS[119].
- 21 mars : « nouvelle réforme agraire » en Tchécoslovaquie. Nationalisation  des propriétés agricoles de plus de 50 ha[124].
- 28 mars : le Front démocratique conduit par les communistes remporte la quasi-totalité des sièges aux élections roumaine[121].

- 13 avril : la République populaire roumaine adopte une nouvelle Constitution, sur le modèle de celle de l’URSS. Petru Groza forme le nouveau gouvernement[125] le 15 avril (fin le 2 juin 1952)[126]. Il entreprend une vaste campagne d’épuration. Entre novembre 1948 et mai 1950, 192 000 membres du Parti communiste roumain, jugés peu surs, sont éliminés, soit 20 % des effectifs qui tombent à 600 000 adhérents[127].
- 23 avril : traité entre la république de Tchécoslovaquie et la république populaire de Bulgarie, signé à Prague[119].
- 28 avril : le Parlement de Tchécoslovaquie vote la nationalisation des usines de plus de 50 salariés et instaure un monopole d’État sur le commerce de gros et le commerce extérieur[128].

- 9 mai : nouvelle constitution tchécoslovaque[129]. La Tchécoslovaquie devient une « démocratie populaire » satellite de l’URSS. L’agriculture est collectivisée, les églises attaquées et soumises à des restrictions, l’éducation et la vie culturelle et intellectuelle réorganisée selon les principes marxistes. Le procès des criminels de guerre est l’occasion d’un amalgame entre fascistes et anticommunistes, qui sont emprisonnés ou envoyés dans des camps de travail. Entre 1949 et 1954 plus de 40 000 personnes seront jugées pour atteinte à la sûreté de l’État et 178 exécutées. L’Église, les Juifs, les intellectuels et les anciens chefs des partis bourgeois seront les premiers visés.
- 22 mai : opération Vesna (printemps). Les soviétiques lancent la plus grande déportation de Lituanie vers la Sibérie (43 300 personnes)[130].
- 29 mai : traité entre la Tchécoslovaquie et la Pologne[119].
- 30 mai, Tchécoslovaquie : des élections sur listes uniques donnent 89,5 % de voix au Parti communiste[131].

- 7 juin, Tchécoslovaquie : Edvard Beneš démissionne[120]. Il meurt le 3 septembre[129].
- 11 juin : loi de nationalisation des moyens de production en République populaire roumaine ; les entreprises des industries, des mines, des banques, des assurances et des transports de plus de 100 salariés[128] sont nationalisées[132]. 90 % de la production industrielle passe à l’État. Une Commission de planification d’État est mise sur pied le 21 juillet[133].

- 12-14 juin : sous contrainte, le Parti social-démocrate de Hongrie s’allie au parti communiste, constituant le Parti des travailleurs hongrois[134].
- 14 juin : Klement Gottwald est élu président de la République populaire tchécoslovaque (fin le 14 mars 1953) ; Antonín Zápotocký forme le gouvernement le 15 juin[129].
- 18 juin : traité entre la Hongrie et la Pologne[119].
- 28 juin : rupture entre Tito et Staline (schisme yougoslave). À une réunion à Bucarest, que la Yougoslavie boycotte, le Kominform condamne Tito et le Parti communiste de Yougoslavie, accusés de déviations majeures par rapport à la ligne communiste orthodoxe. Il exclut la république fédérale populaire de Yougoslavie du Kominform[135]. Un congrès du parti yougoslave tenu du 21 au 27 juillet réaffirme sa loyauté envers l’URSS, mais réélit Tito que les soviétiques espéraient renverser[136].
  - La rupture avec Tito marque le début d’une vague de purges en URSS et dans les États satellites (1948-1952)[137]. Tout dirigeant communiste qui a des velléités d’indépendance se voit accusé de titisme, considéré comme une dérive nationaliste et personnelle du communisme dangereuse pour l’unité de la Révolution mondiale. .

- 16 juillet : traité entre la Hongrie et la Bulgarie[119].
- 21 juillet : traité entre la Tchécoslovaquie et la Roumanie[119].

- 4 août : décret sur « le régime général des cultes » en République populaire roumaine. Toutes les confessions religieuses du pays sont placées sous le contrôle de l’État[138].
- 18 août : clôture de la conférence de Belgrade sur le Danube à laquelle participent les pays occidentaux et les pays sous influence soviétique. Le projet soviétique a été adopté, qui réserve aux États riverains le contrôle de la navigation. Une convention réorganise la Commission du Danube[139].
- 25-28 août : congrès mondial des intellectuels pour la paix, à Wrocław par le Mouvement mondial des partisans de la paix. Parmi les membres de la délégation du PCF conduite par Yves Farge figurent Vercors, Marcel Prenant, Pierre Seghers, Aimé Césaire, Picasso, Fernand Léger, Paul Éluard et Irène Joliot-Curie[140]. Dans son discours, Alexandre Fadeïev, qui dirige la délégation soviétique, provoque la stupeur des Occidentaux en attaquant Eliot, Malraux, Miller et Sartre, qualifiés de « chacals de la machine à écrire » ou de « hyènes munies d’un stylo »[141].
- 31 août-3 septembre : le plénum du Comité central du Parti communiste de Pologne décide de purger ses rangs de milliers de communistes dits nationaux[142]. Le secrétaire général du parti Władysław Gomułka est limogé pour déviation nationale et remplacé par Bolesław Bierut[143].

- 28 septembre : l’URSS puis ses alliés (la Roumanie le 30 juin 1949, la Pologne et la Hongrie le 30 septembre 1949, la Bulgarie le 1er octobre 1949 et la Tchécoslovaquie le 4 octobre 1949 dénoncent les traités d’amitié avec la Yougoslavie[144] et lui interdisent d’entrer au Comecon.

- 1er octobre : le patriarche proclame la réunification de l’Église orthodoxe roumaine[145].
- 2 octobre  : un accord commercial entre la Hongrie et l’Union soviétique[146] prévoit la livraisons de matières premières soviétiques contre des produits agricoles et industriels hongrois.
- 27 octobre : vote du premier plan quinquennal pour le développement économique en Tchécoslovaquie, incluant des mesures pour l’industrialisation de la Slovaquie[129].

- 21 novembre, URSS : le Comité antifasciste juif est dissous sous prétexte qu’il est devenu un « centre de propagande antisoviétique », après l’assassinat de son président Solomon Mikhoels le 7 janvier. Les autorités soviétiques lancent une campagne pour liquider ce qui reste de la culture juive (1948-1952)[147].

- 14-15 décembre, Pologne : socialistes et communistes fusionnent pour former le Parti ouvrier unifié polonais (POUP)[142].
- 18 décembre : décret portant sur la création de coopératives agricoles de production en Hongrie[148].
- 26 décembre : arrestation du cardinal József Mindszenty, primat catholique de Hongrie[149].
  - Les écoles ecclésiastiques sont étatisées, les couvents supprimés et dans la foulée de la campagne qui précède le procès du cardinal Mindszenty, 225 prêtres catholiques et moines sont arrêtés et condamnés[150].

#### Europe de l’Ouest
- 1er janvier :
  - entrée en vigueur du Benelux, union douanière entre la Belgique, le Luxembourg et les Pays-Bas[151].
  - entrée en vigueur de la nationalisation des chemins de fer au Royaume-Uni avec la création de British Railways, en vertu du Transport Act 1947 (en)[152].
- 31 janvier, Portugal : arrestation de la Commission centrale de la MUD (Movimento de Unidade Democrática), organisation opposée au régime de Salazar. Le mouvement est déclaré illégal par le gouvernement le 24 mars[153].
- 10 février : réouverture de la frontière entre l’Espagne et la France[154].

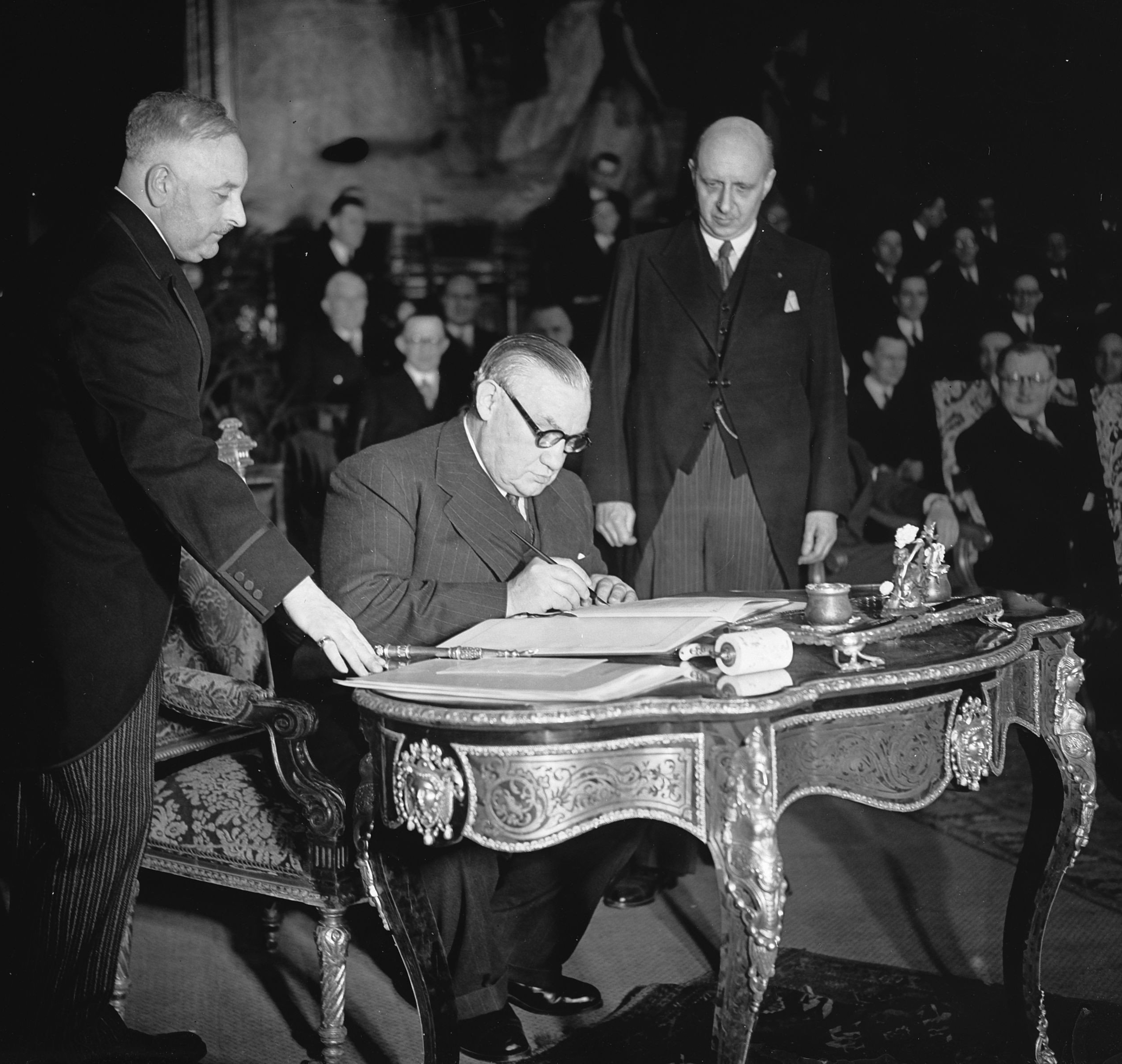
17 mars : Ernest Bevin signe le traité de Bruxelles.

- 17 mars : traité de Bruxelles ; alliance militaire occidentale (France, Royaume-Uni, Benelux)[120].

- 1er avril : début de la distribution de l’aide américaine dans le cadre du plan Marshall[155].
- 6 avril : traité finlando-soviétique d’amitié, de bon voisinage et de coopération. La Finlande évite la satellisation et le stationnement de troupes soviétiques sur son territoire, mais s’engage à ne pas porter atteinte aux intérêts de son puissant voisin (finlandisation)[156].

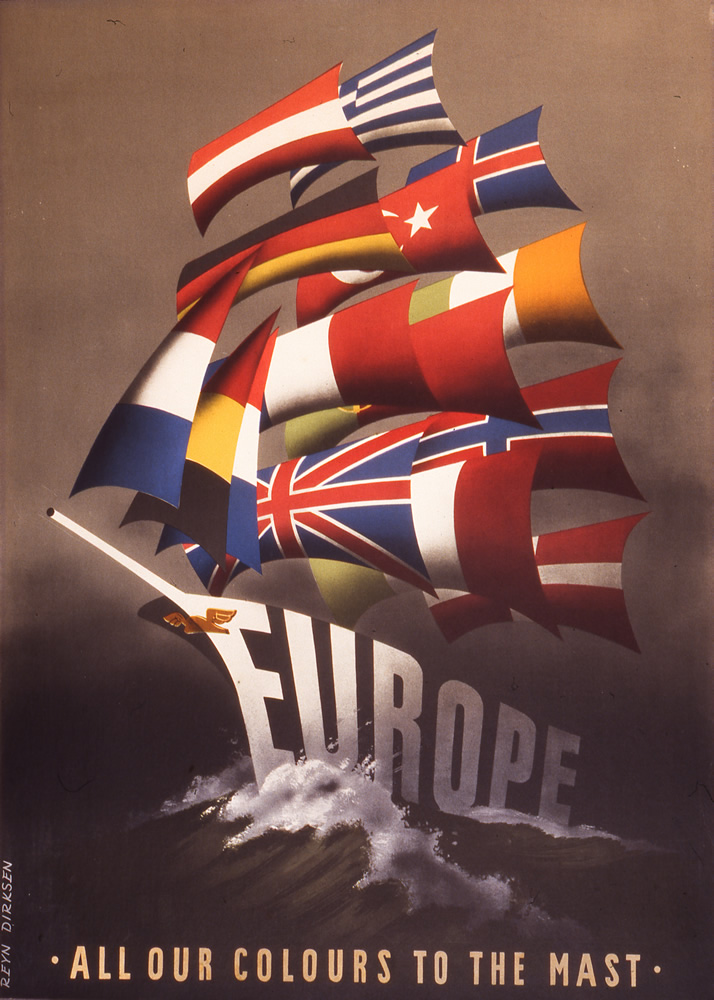
Affiche de promotion du plan Marshall.

- 16 avril : fondation à Paris de l’OECE (Organisation européenne de coopération économique, future OCDE) par 16 pays et les zones d’occupations alliées en Allemagne et à Trieste. Elle devra répartir l’aide américaine fournie au titre du plan Marshall[157].

- 7 mai : ouverture du Congrès de la Haye ou « Congrès de l’Europe » pour une Europe unie, sous la présidence de Winston Churchill qui mène à la création du Conseil de l'Europe (5 mai 1949)[158].
- 14 juin-21 août, Guerre civile grecque : opération « Koronis », manœuvre de grande envergure des forces du gouvernement royaliste contre les deux bastions majeurs de l’Armée démocratique de Grèce, le Pinde du Nord et le Vitsi[159].

- 5 juillet, Royaume-Uni : mise en application de la loi sur le Service national de santé (Aneurin Bevan). Nationalisation du secteur hospitalier qui est intégré dans un grand « service national de santé » qui dispense gratuitement tous les soins médicaux[160].
- 30 juillet : loi sur la nationalité britannique[161], accordant sans restriction le droit de résidence aux « citoyens du Royaume-Uni et des colonies » (entrée en vigueur le 1er janvier 1949)[162].

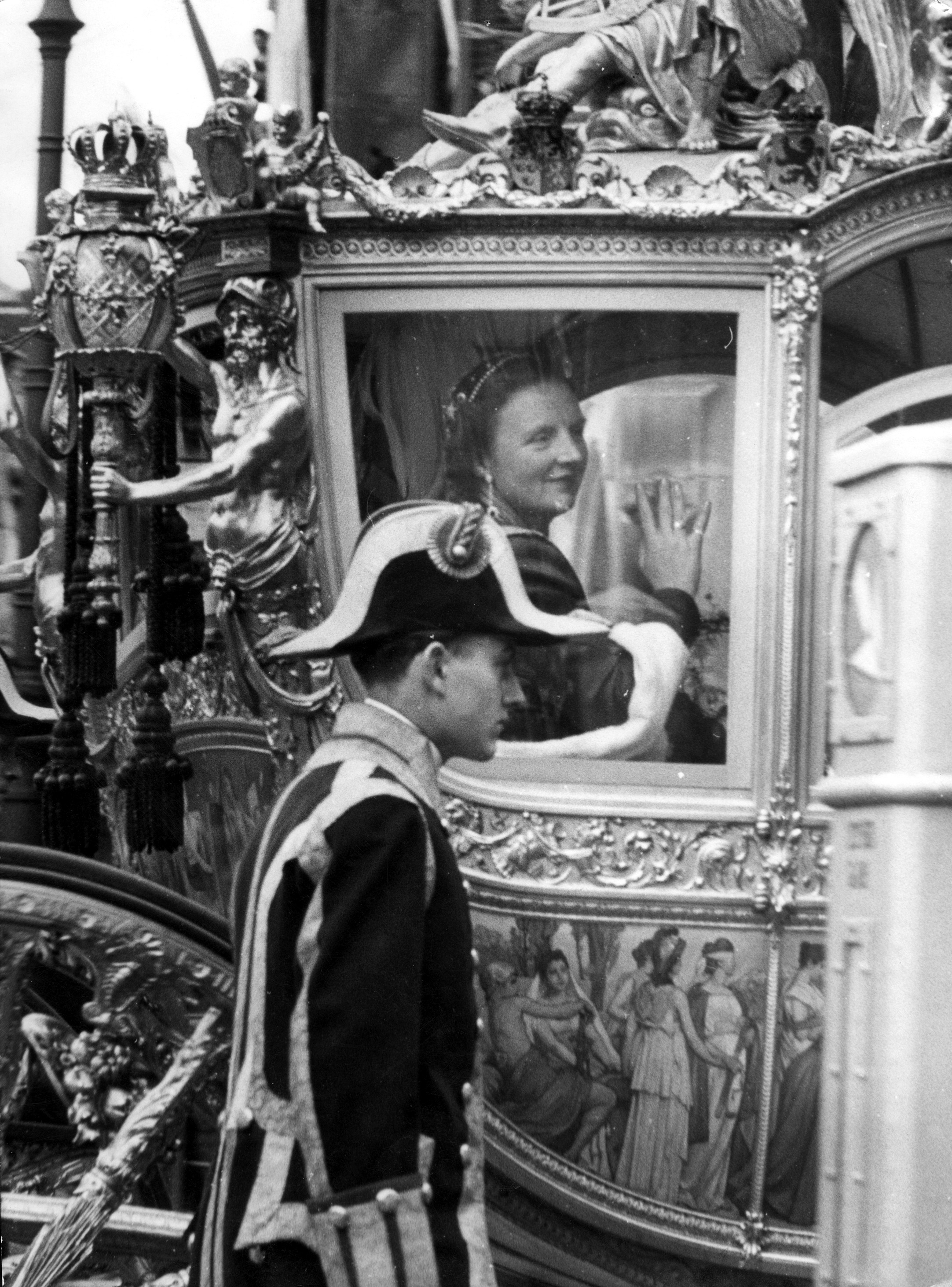
6 septembre : la reine Juliana des Pays-Bas lors de son inauguration.

- 20-21 août, Guerre civile grecque : défaite stratégique de la guérilla communiste grecque dans les monts Grammos. Après de lourdes pertes, l’Armée démocratique de Grèce passe la frontière de l’Albanie. Tentative d’attentat contre le général Márkos Vafiádis[159] qui est écarté le 15 novembre par le secrétaire général du Parti communiste Nikos Zachariadis[163].
- 23 août : fondation à Amsterdam du Conseil œcuménique des Églises qui rassemble les représentants des Églises protestantes, anglicanes et orthodoxes[164].
- 25 août, Espagne : entrevue entre Franco et les deux fils du défunt roi Alphonse XIII, Jacques-Henri de Bourbon (1908-1975), « duc d’Anjou et de Ségovie » et Jean de Bourbon (1913-1993), « comte de Barcelone » (un des prétendants au trône) à bord du yacht Azor, mouillé au large de Saint-Sébastien. Il est convenu que le jeune Juan Carlos de Bourbon (né en 1938, fils de Jean de Bourbon) et son frère Alphonse (né en 1941) poursuivraient leurs études en Espagne[165]. Jacques de Bourbon demande qu’il en soit de même pour ses deux fils, Alphonse (né en 1936) et Gonzalve (né en 1937), mais Franco refuse.

- 6 septembre : couronnement de la reine Juliana des Pays-Bas, fille de la reine Wilhelmine qui vient d’abdiquer le 4 septembre[166].
- 19 septembre : élections législatives suédoises. Le  social-démocrate Tage Erlander se maintient au pouvoir[167].

- 6 octobre : présentation au Salon de l’automobile de Paris de la Citroën 2 CV, produite jusqu’en juillet 1990[168].
- 26 octobre : le Conseil consultatif de l’Organisation du traité de Bruxelles décide d’instaurer un « Comité pour l’étude et le développement de l’unité européenne », dont les travaux aboutissent à l’institution du Conseil de l'Europe le 5 mai 1949[169]. Les cinq signataires approuvent le principe d’une alliance atlantique[170].

- 21 décembre : promulgation de la loi sur la république d'Irlande (Republic of Ireland Act), qui entre en vigueur le 18 avril 1949[171].

## Décès en 1948

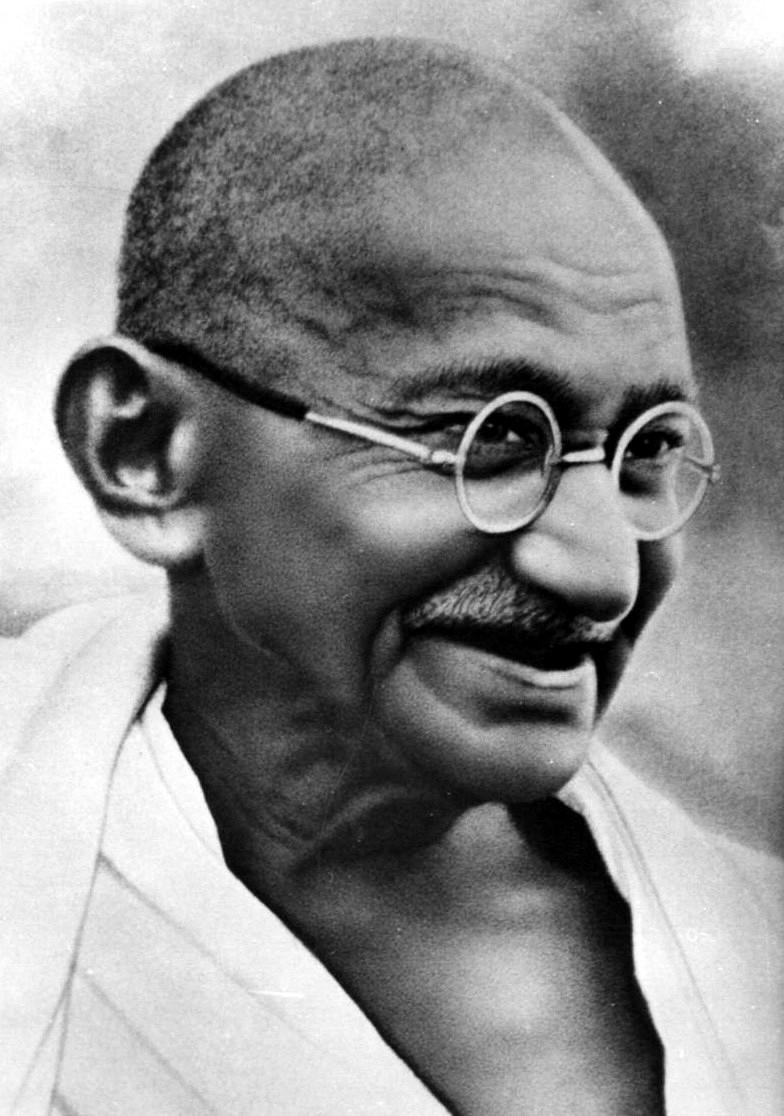
Mahatma Gandhi

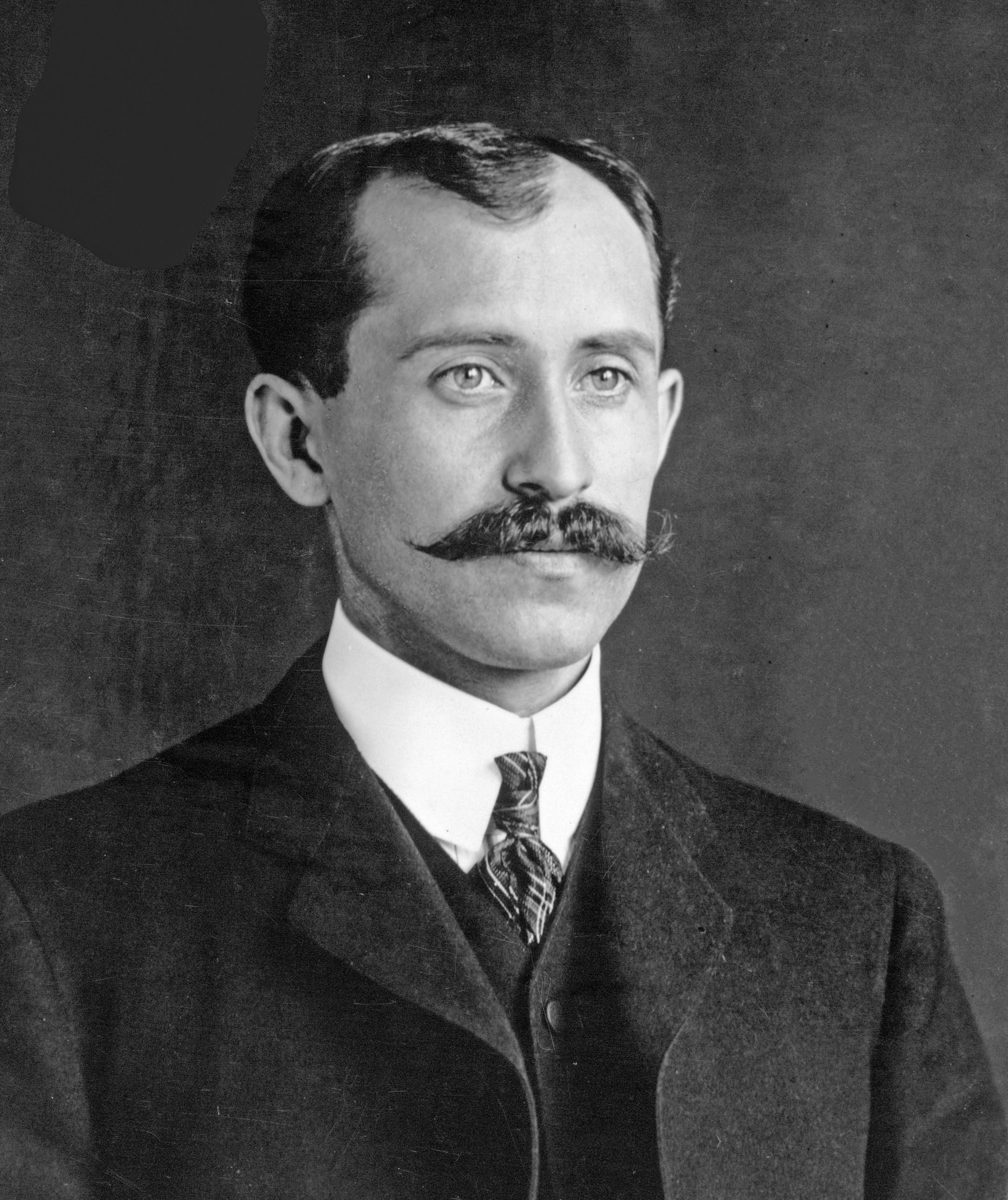
Orville Wright

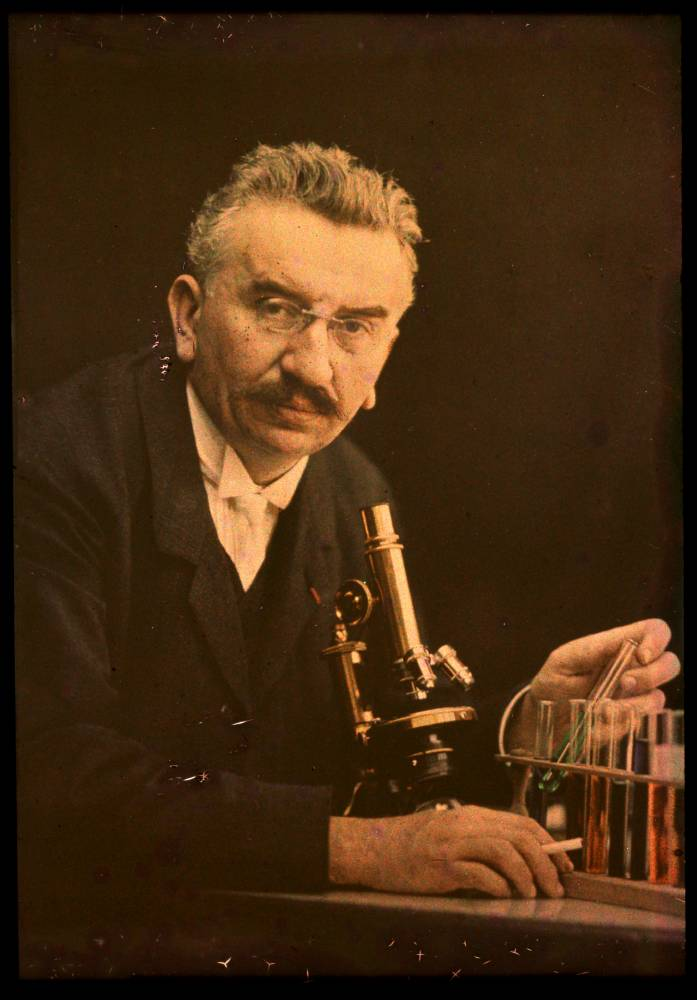
Louis Lumière

Personnalités majeures décédées en 1948
- 8 janvier : Kurt Schwitters (peintre,sculpteur et écrivain allemand)
- 19 janvier : Tony Garnier (architecte et urbaniste français)
- 30 janvier : Mohandas K. Gandhi (homme politique indien)
- 30 janvier : Orville Wright (pionnier américain de l'aviation)
- 11 février : Sergueï Eisenstein (cinéaste soviétique)
- 4 mars : Antonin Artaud (écrivain et acteur français)
- 24 mai : Jacques Feyder (cinéaste français d'origine belge)
- 6 juin : Louis Lumière (ingénieur et industriel français)
- 5 juillet : Georges Bernanos (écrivain français)
- 15 juillet : John Pershing (militaire américain)
- 23 juillet : David W. Griffith (cinéaste américain)
- 3 septembre : Edvard Beneš (homme politique tchécoslovaque)